# Partícula elemental

Classificació de les partícules elementals segons el model estàndard.

En física, una partícula elemental o partícula fonamental és qualsevol de les unitats bàsiques constituents de la matèria, no formades per altres unitats i considerades indivisibles segons els coneixements actuals. Val a dir que moltes partícules que antigament es consideraven fonamentals, com ara el protó o el neutró, avui en dia es consideren compostes.
Actualment, i d'acord amb el model estàndard de física de partícules, es consideren partícules elementals els quarks (u, d, c, s, t i b), els leptons (electró, muó, tauó i neutrins electrònic, muònic i tauònic), com també les corresponents antipartícules, i les partícules intermediàries (gravitó, fotó, gluó i bosons W± i Z0) de les interaccions fonamentals. A aquestes partícules elementals cal afegir-hi, segons els coneixements actuals, el bosó de Higgs.

## Història
La noció que la matèria està composta per blocs fonamentals té els seus orígens en els antics grecs, els quals especulaven que la terra, l'aire, el foc i l'aigua podrien formar els elements bàsics dels quals està construït el món físic. Hi hagué diverses escoles de pensament sobre la naturalesa última de la matèria. Potser la més notable fou l'escola atomista fundada pels filòsofs Leucip (segle v aC) i Demòcrit d'Abdera (460 aC-?370 aC). Per raons purament filosòfiques, i sense el suport de proves experimentals, desenvoluparen la noció que la matèria consta d'àtoms indivisibles i indestructibles. Els àtoms es mouen sense parar a través del buit que els envolta i col·lideixen entre ells com boles de billar, molt semblant a la teoria cinètica molecular moderna dels gasos. No obstant això, la necessitat d'un buit entre els àtoms plantejà noves qüestions que no es podien respondre fàcilment. Per aquest motiu, la representació atomística fou rebutjada pel filòsof Aristòtil (384 aC-322 aC) i l'escola atenenca a favor de la noció que la matèria és contínua amb quatre elements (teoria dels quatre elements). Malgrat això, la idea de l'àtom fou recuperada quatre-cents anys després en els escrits del poeta romà Lucreci (94 aC-?55 aC), en la seva obra De rerum natura (De la natura).

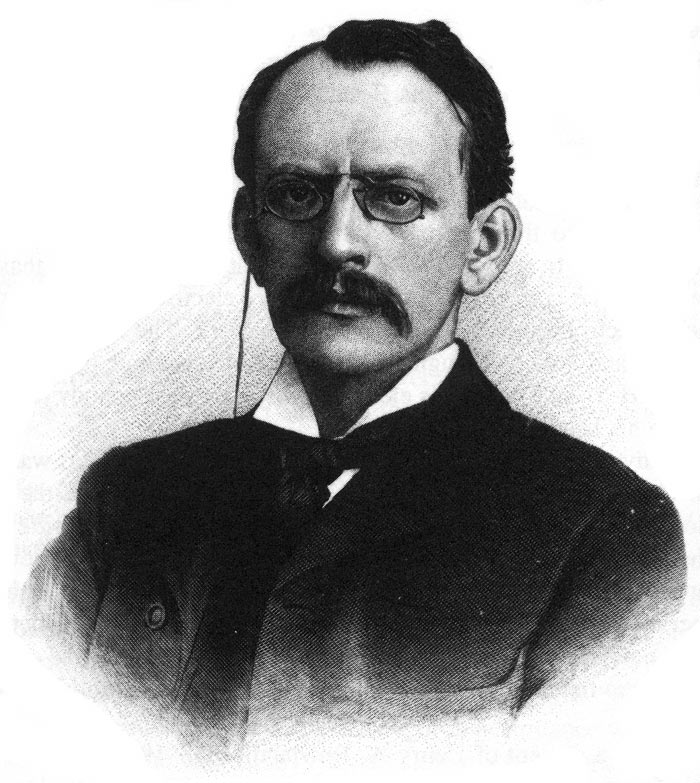
Joseph J. Thomson el 1896, descobridor de la primera partícula elemental, l'electró.

No s'avançà gaire en la idea que la matèria podria estar composta per partícules petites fins al segle xvii. El físic anglès Isaac Newton (1642-1727), a la seva obra Principia Mathematica (1687), proposà que la llei de Boyle, que estableix que el producte de la pressió i el volum d'un gas és constant a la mateixa temperatura, es podria explicar si s'assumeix que el gas està compost per partícules. En aquest procés deductiu fou d’especial importància el descobriment de les lleis ponderals. A partir d'elles, el 1808, el químic anglès John Dalton (1766-1844) suggerí que cada element químic està format per àtoms idèntics, indivisibles i inmutables, establint la primera teoria atòmica moderna, la teoria de Dalton.
El 1897 el físic anglès Joseph John Thomson (1856-1940) descobrí la primera partícula elemental, l'electró, acabant amb la idea de que l'àtom era indivisible. D’altra banda, les observacions que d’ençà del 1886 féu el físic alemany Eugen Goldstein (1850-1930) sobre els raigs anòdics o canals, i les experiències amb camps magnètics que en féu el físic alemany Wilhelm Wien (1864-1928) el 1898, indicaren l’existència d’una càrrega elemental positiva, amb càrrega igual a la de l’electró però amb signe oposat. Es tractava del protó, que es considerà en aquell moment partícula elemental.
Els físic alemany Albert Einstein (1879-1955) predigué l'existència del fotó en un article sobre la propagació de la llum el 1905, i la confirmació experimental és deguda als treballs realitzats sobre l’efecte Compton. En estudiar la radioactivitat β s'observà que no es complia el principi de conservació de l'energia i, per ajustar-se a aquest principi, el físic austríac Wolfgang Pauli (1900-1958) proposà el 1930 l’existència del neutrí, que no fou descobert, però, fins al 1956.

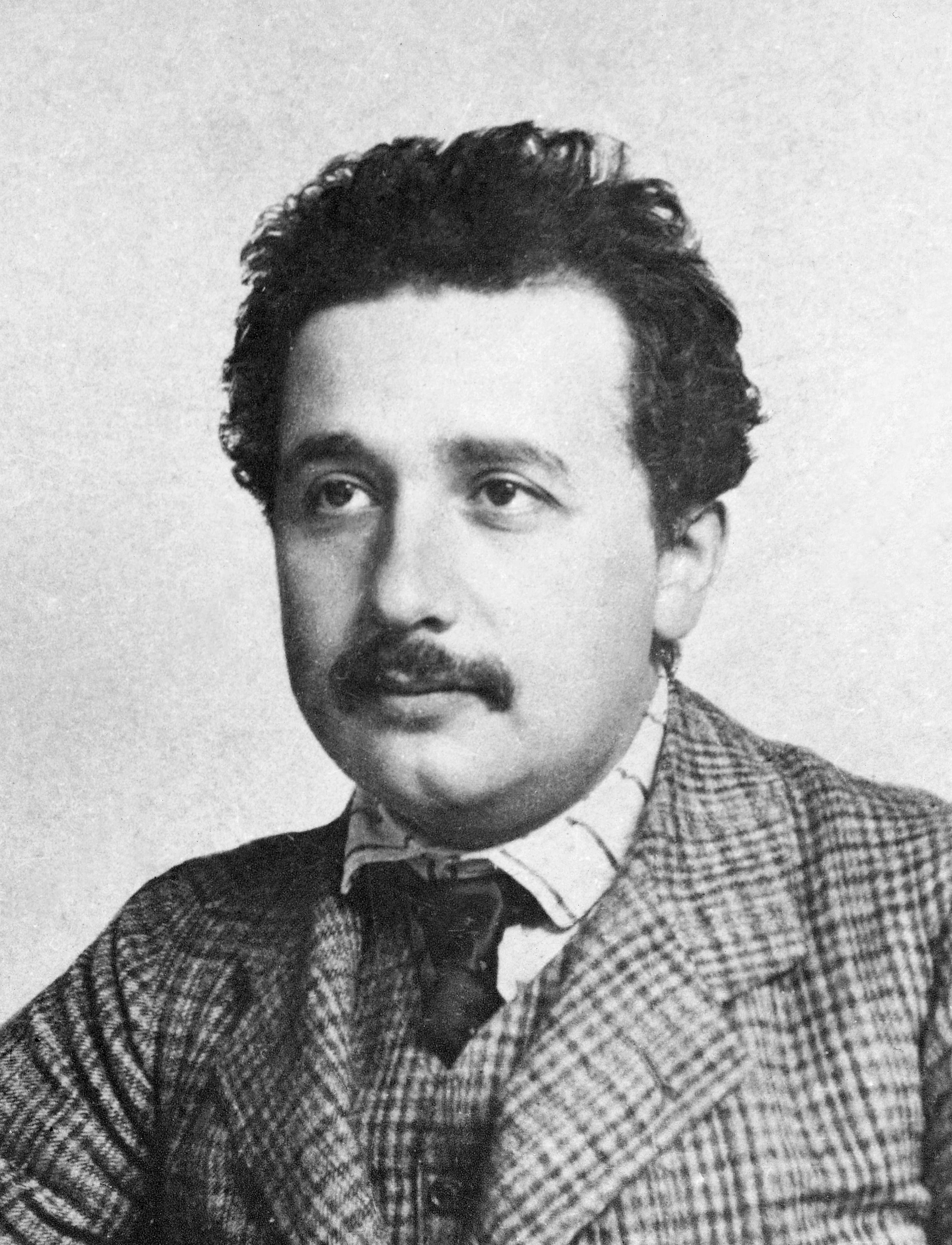
El 1905 el físic alemany Albert Einstein predigué l'existència del fotó.

A principis dels anys trenta, el físic belga Léon Rosenfeld (1904-1974) publicà els primers articles tècnics sobre la gravetat quàntica. La relació amb un camp quàntic d'espín 2 aparegué aviat en els treballs del físic suís Markus Fierz (1912-2006) i de W. Pauli, i el quàntum d'espín 2 del camp gravitatori ja era una noció familiar en els anys trenta. El seu nom, gravitó, començà a emprar-se el 1934, quan aparegué en un article dels físics soviètics Dmitri I. Blokhintsev (1908-1979) i F.M. Gal'perin (publicat a la revista ideològica Sota la Bandera del Marxisme).
La mecànica quàntica relativista del físic anglès Paul A.M. Dirac (1902-1984) predí el 1931 l’existència d’una antipartícula de l’electró, el positró, que fou descobert l'any següent. El 1935 el físic japonès Hideki Yukawa (1907-1981) suggerí que, de manera anàloga a com els fotons transmeten la interacció electromagnètica, la interacció nuclear forta era transmesa per alguna partícula i proposà erròniament que eren pels mesons π, o pions, que foren descoberts el 1947. El muó fou descobert com a constituent de les cascades de partícules produïdes pels raigs còsmics l'any 1936 pels físics nord-americans Carl D. Anderson (1905-1991) i Seth H. Neddermeyer (1907-1988). A causa de la seva massa, al principi es pensà que era la partícula predita per Yukawa l'any 1935 per explicar la força nuclear forta que uneix protons i neutrons en els nuclis atòmics. Posteriorment, es descobrí, però, que un muó és un membre del grup de leptons de partícules subatòmiques, és a dir, mai reacciona amb nuclis o altres partícules mitjançant la forta nuclear forta.
D’ençà del 1947, hom ha descobert partícules que el físic estatunidenc M. Gell-Mann (1929-2019) anomenà estranyes. El 1955, el físic italià Emilio Segrè (1905-1989) i l'estatunidenc Owen Chamberlain (1920-2006) de la Universitat de Califòrnia a Berkeley utilitzant el Bevatró descobriren l'antiprotó; i el 1962, un equip dirigit pel físic estatunidenc Leon Max Lederman (1922-2018) de Brookhaven National Laboratory descobrí el neutrí muònic.

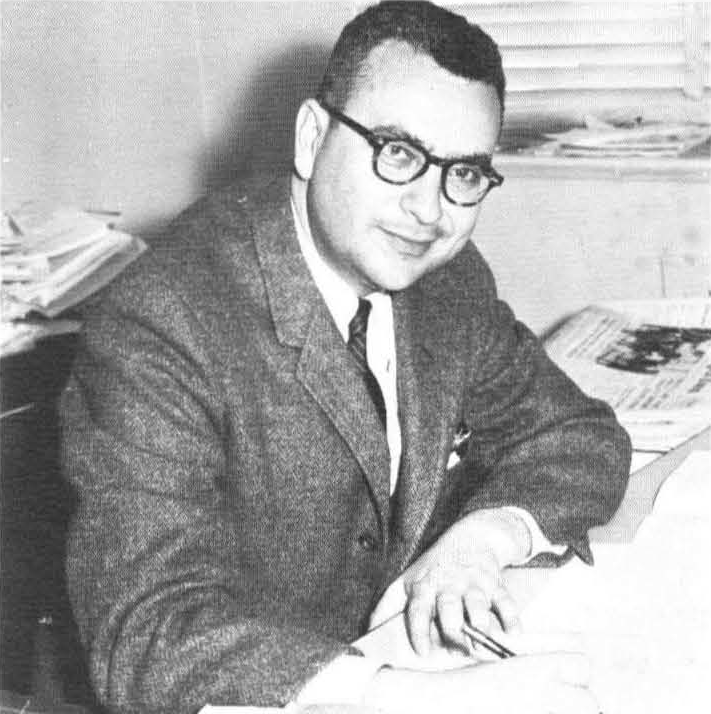
Murray Gell-Mann el 1965.

El gran nombre de “partícules elementals” aleshores conegudes estimulà els primers intents de classificació. Hom formà isomultiplets amb partícules del mateix isoespín; així, protó i neutró tenien el mateix isoespín i podien ésser considerats dues manifestacions diferents, caracteritzades cadascuna d’elles per un valor de la tercera component d’isoespín, d’una única partícula, el nucleó. El 1961, M. Gell-Mann i, independentment, el físic israelià Yuval Ne'eman (1925-2006), agruparen els quatre isomultiplets dels barions de menor massa en un supermultiplet (l'octet de barions d'espín-paritat 1/2+), mitjançant l’anomenat eightfold way (via òctupla). Per primera vegada s'observà la necessitat de “simetria” d’un model teòric implicava la suposició de l’existència d’una partícula encara no detectada; això mostrava, evidentment, que hi havia una estructura més fonamental, que aquestes partícules eren compostes d’entitats menors que, en combinar-se de totes les formes possibles, donaven lloc a totes les partícules. El 1964, M. Gell-Mann i el físic soviètic nacionalitzat estatunidenc George Zweig (1937), independentment, proposaren els quarks, entitats elementals que formen totes les partícules que experimenten la interacció forta. Aquesta idea coincidia, essencialment, amb la hipòtesi proposada el 1967 pel físic estatunidenc de Richard Feynman (1918-1988) sobre l’estructura dels protons, que ell considerava formats per partons; els partons de Feynman eren, d’una banda, els quarks de Gell-Mann i, d’una altra, els gluons que mantenien units els quarks.
El leptó tau, o tauó, fou detectat en experiments dirigits pel físic estatunidenc Martin Lewis Perl (1927-2014) en el Centre de l'Accelerador Lineal de Stanford (SLAC) i en el Laboratori Nacional de Lawrence Berkeley (LBL) entre 1974 i 1977. Es dugueren a terme una sèrie d'experiments on feien xocar electrons contra positrons accelerats fins a grans velocitats (energia de fins a 4 GeV) utilitzant l'anell d'acceleració de positrons-electrons de Stanford (SPEAR) de 80 m de diàmetre i el detector de partícules SLAC-LBL.

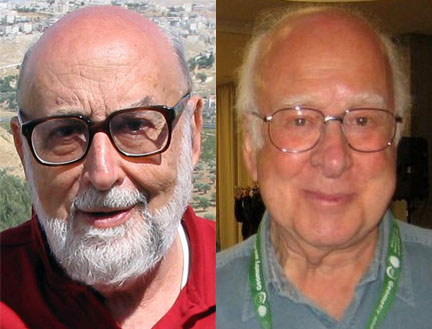
François Englert (e) i Peter Higgs (d) el 2007.

Després de l'èxit espectacular de l'electrodinàmica quàntica per explicar la força nuclear forta en els anys de la dècada de 1950, s'intentà formular una teoria similar per a la força nuclear feble. Això es pogué culminar al voltant del 1968 en una teoria unificada de l'electromagnetisme i les interaccions febles pel físics estatunidencs Sheldon Glashow (1932) i Steven Weinberg (1933-2021) i pel paquistaní Abdus Salam (1926-1996) i que predigué l'existència dels bosons intermediaris W± i Z0. El descobriment de les partícules W± i Z0, en si mateixes, hagué d'esperar a la construcció d'un accelerador de partícules a bastament potent per produir-les. La primera d'aquestes màquines que restà disponible fou el Super Sincrotó de Protons de l'Organització Europea per a la Recerca Nuclear (CERN), en què senyals gens ambigus de les partícules W es van poder veure en el gener del 1983 durant una sèrie d'experiments dirigits pel físic italià Carlo Rubbia (1934) i el neerlandès Simon van der Meer (1925-2011).
El mecanisme de Higgs, el que dona massa als bosons W± i Z0, fou teoritzat l'any 1964 en articles de tres grups diferents encapçalats pel físic belga François Englert (1932), per l'anglès Peter Higgs (1929-2024), i per l'estatunidenc Gerald Guralnik (1936-2014). L'any 1967, S. Weinberg i A. Salam incorporaren el mecanisme de Higgs de trencament espontani de simetria dins la teoria electrofeble de S. Glashow, en el que acabaria esdevenint el model estàndard de la física de partícules. Per la seva importància, el bosó de Higgs fou objecte d'una recerca intensiva per part de diversos grups experimentals. El 4 de juliol del 2012, el CERN anuncià el descobriment d'una nova partícula, de massa al voltant dels 125-127 GeV/c2, compatible amb el bosó de Higgs.

## Quarks

Un protó és un barió format per tres quarks, dos u i un d.

Segons els coneixements actuals existeixen sis quarks, que són designats per la inicial del seu nom anglès: u (up: dalt), d (down: baix), c (charmed: encantat), s (strange: estrany), b (bottom: fons, o beauty: bellesa) i t (top: cim, o truth: veritat). Tanmateix, la matèria que observam només conté els quarks u i d que constitueixen els protons (uud) i els neutrons (udd).
Els quarks són caracteritzats per l’isoespín, la tercera component d’isoespín, la càrrega elèctrica (que és fraccionària ±⅓) i pels sabors (o aromes), que són lencant, lestranyesa, la bellesa i la veritat. Cadascuna de les sis espècies o sabors dels quarks pot presentar-se en tres colors diferents, anomenats, per convenció, vermell, verd i blau. La càrrega de color té en els quarks un paper similar al de la càrrega elèctrica en les partícules que interaccionen per via electromagnètica; el color és la càrrega de la interacció nuclear forta. Per ordre de masses creixents els més lleugers són el quark u amb una massa de 2,16 MeV/c2 i el quark d amb 4,67 MeV/c2; després el quark s, amb 104 MeV/c2; el quark c, al voltant de 1 027 MeV/c2; el quark b, amb uns 4 200 MeV/c2, i el quark t, el més pesant, que assoleix els 173 000 MeV/c2. L’antipartícula d’un quark és el corresponent antiquark⁣ (simbolitzats u, d, c, s, t i b).

Estructura d'un pió π^{+} (un mesó).

Les combinacions de quarks formen els hadrons, que es classifiquen en:
- mesons, una combinació d’un quark i un antiquark de colors complementaris, per exemple els pions i el kaons, i,
- barions, combinació “incolora” de tres quarks, un de cada color, com ara els protons i els neutrons.[19]

Els quarks es mantenen units en els hadrons per efecte dels gluons, partícules mediadores de la interacció nuclear forta. El fet que els quarks no poden ser detectats lliures és conseqüència del fenomen anomenat confinament dels quarks segons el qual només és possible de detectar quarks combinats per formar hadrons. El descobriment del quark t al Fermilab el 1995 completà la llista dels quarks predits pel model estàndard. La investigació actual té com a repte l’anàlisi dels plasmes de quarks i gluons que hom suposa que existiren els primers moments de vida de l’Univers; aquest camp té una importància més gran des que el 2002 hom suggerí que l’etapa final de determinats estels de neutrons pot ser una estel de quarks. Recentment, s’ha proposat un nou model de descripció del nucli atòmic que involucra la interacció entre quarks de diferents nucleons. Després d'alguns anuncis dubtosos el juliol del 2015 científics del Gran Col·lisionador d’Hadrons feren pública la identificació del pentaquark, una hadró format per cinc quarks.

## Leptons
Un leptó és una partícula d'espín ½ (fermions) actualment considerada una partícula elemental, que no és sensible a la interacció nuclear forta. Es coneixen sis tipus de leptons: l'electró ({\displaystyle e^{-}}), el muó ({\displaystyle \mu ^{-}}), el tauó ({\displaystyle \tau ^{-}}), el neutrí electrònic ({\displaystyle \nu _{e}}), el neutrí muònic ({\displaystyle \nu _{\mu }}) i el neutrí tauònic ({\displaystyle \nu _{\tau }}). Només els electrons formen part de la matèria que observam com a constituents de l'escorça dels àtoms.

A la desintegració β un neutró es transforma en un protó, un electró i un antineutrí electrònic gràcies a la força nuclear feble.

Els leptons es poden agrupar en tres famílies, anàlogues a les dels quarks: la família de leptons electrònics, la de leptons muònics i la de leptons tauònics. L'electró, el muó i el tauó tenen una càrrega elèctrica negativa igual a la càrrega elèctrica elemental i les seves masses són molt inferiors a les dels quarks de la mateixa família. Per exemple, l'electró té una massa de només 0,51 MeV/c2. Per altra banda, els neutrins són elèctricament neutres, la seva massa és gairebé nul·la i només són sensibles a la interacció nuclear feble i a la interacció gravitatòria. A cada leptó correspon el seu antileptó.
Els neutrins no existeixen dins dels àtoms en el mateix sentit que ho fan els electrons, però exerceixen un paper crucial en certs tipus de desintegració radioactiva. En un procés fonamental d'un tipus de radioactivitat, conegut com a desintegració β, un neutró es transforma en un protó. En experimentar aquesta transformació, el neutró adquireix una unitat de càrrega positiva. Per a mantenir constant la càrrega global en el procés de desintegració β i, d'aquesta manera, ajustar-se a la llei física fonamental de conservació de la càrrega, el neutró ha d'emetre un electró amb càrrega negativa. Addicionalment, el neutró també emet un neutrí (estrictament parlant, un antineutrí), el qual posseeix una massa ínfima o nul·la i manca de càrrega elèctrica. Les desintegracions β són importants en les transicions que s'esdevenen quan nuclis atòmics inestables evolucionen per assolir una major estabilitat, i per aquest motiu els neutrins són un component indispensable per a determinar la naturalesa de la matèria.

## Partícules intermediàries

Diagrama de Feynman que il·lustra la interacció entre dos electrons produïda mitjançant l'intercanvi d'un fotó.

Les partícules intermediàries o partícules mediadores són les partícules que es bescanvien dues partícules quan interaccionen a distància segons una de les interaccions fonamentals. D'acord amb la teoria quàntica de camps i el model estàndard, els efectes atribuïts als camps de les teories clàssiques són produïts pel bescanvi de partícules intermediàries, els quàntums del camp corresponent. Una partícula intermediària és un bosó (partícula d'espín enter) i el bescanvi d'un bosó vectorial intermediari, associat al camp o interacció dèbil, n'és un exemple.
- La interacció gravitacional actua entre tota mena de partícules que tenen massa com una atracció. L’abast de la interacció gravitacional és infinit, i la seva intensitat és menor que la de la interacció electromagnètica. La gravitació és transmesa mitjançant l’intercanvi de gravitons G, partícules hipotètiques encara no observades. La seva massa hauria de ser nul·la, la càrrega elèctrica nul·la i l'espín igual a 2. Només pot ser sensible a la interacció gravitatòria.[20]
- La interacció electromagnètica actua entre partícules carregades elèctricament, i és la responsable de l’estructura de l’àtom i, per tant, de la majoria dels fenòmens de l’experiència quotidiana. La seva intensitat és més gran que la de la gravitació, però l’existència de càrregues elèctriques positives i negatives fa que els seus efectes no siguin rellevants. La interacció electromagnètica és transmesa mitjançant l’intercanvi de fotons γ, que no tenen massa. La força electromagnètica té un rang infinit perquè el fotó és una partícula sense massa. El fotó té càrrega elèctrica nul·la, espín 1 i és la seva pròpia antipartícula. Cada fotó, corresponent a una radiació de freqüència {\displaystyle \nu }, té una energia {\displaystyle E=h\nu } i un moment lineal {\displaystyle p=h\nu /c}, on {\displaystyle h} és la constant de Planck. Aquestes característiques fan que la llum sigui sensible a la interacció gravitatòria i mostri un comportament corpuscular d'acord amb la dualitat ona-corpuscle.[20]
- La interacció nuclear feble actua entre tota classe de partícules i es manifesta en el decaïment beta dels nuclis radioactius; és transmesa mitjançant els bosons vectorials intermediaris W+, W– i Z0. Existeixen dues classes de bosons W± amb la unitat elemental de càrrega elèctrica +1 i –1; el bosó W+ és l'antipartícula del W−. El bosó Z (o Z0) és elèctricament neutre i és la seva pròpia antipartícula. Les tres partícules tenen una vida breu amb una vida mitjana d'uns 3 × 10−25 s. Aquests bosons són els més pesants entre les partícules elementals. Amb una massa de 80,4 i 91,2 GeV/c², respectivament, les partícules W± i Z0 són quasi 100 vegades més massives que el protó —més massives que un àtom de ferro. La massa d'aquests bosons és significativa perquè això limita l'abast de la força nuclear feble.[20]
- La interacció nuclear forta, la més intensa de totes, actua entre hadrons (partícules compostes de quarks) i és la responsable de la cohesió del nucli atòmic; és transmesa mitjançant l’intercanvi de gluons g. Tenen massa nul·la, càrrega elèctrica nul·la i espín 1. Els gluons es presenten en vuit possibles estats de càrrega de color i, per això, poden acoblar-se a les càrregues de color de quarks i antiquarks. En tenir càrrega de color, els gluons no es poden aïllar i participen en els processos d'interacció nuclear forta acoblant-se també entre si, a més de ser els intermediaris de la interacció.[20]

Un diagrama de Feynman d'una manera en què es pot produir un bosó de Higgs en un col·lisionador de partícules. Aquí, dos gluons fusionen en un quark cim/anticim, que després es combina per a fer un Higgs neutre.

## Bosó de Higgs
La partícula o bosó de Higgs, simbolitzat H, és una partícula amb espín 0 i massa no nul·la predita pel model estàndard de física de partícules. Es relaciona amb la ruptura espontània de simetria, que és el mecanisme mitjançant el qual les partícules adquireixen massa. Predit teòricament el 1964 pel físic britànic Peter Higgs (1929-2024) i altres físics, pressuposa el mecanisme de Brout-Englert-Higgs, que faria possible l’existència de massa dins d’un camp, anomenat camp de Higgs, que comprèn la totalitat de l’univers.
Hom n'inicià la recerca per a detectar-la i identificar-la mitjançant els acceleradors de partícules. A l’estiu del 2000 hi hagué indicis del seu descobriment al superaccelerador LEP de l'Organització Europea per a la Recerca Nuclear (CERN), i posteriorment al Tevatró, situat al Laboratori de l'Accelerador Nacional Fermi (Fermilab), proporcionà noves proves de la seva probable existència. Amb el Gran Col·lisionador d'Hadrons (LHC) del CERN hom començà una nova etapa en la detecció del bosó de Higgs. El mètode emprat consisteix a induir la col·lisió de feixos de partícules amb energies molt elevades. El resultat de la col·lisió seria l’aparició de diverses partícules, entre les quals el bosó de Higgs el qual, malgrat desintegrar-se gairebé de forma immediata, deixaria un rastre de partícules que permetria identificar-lo. L’anunci oficial de la identificació d’una partícula amb propietats molt coincidents amb el bosó de Higgs hipotètic per part d’un equip del LHC tingué lloc el 4 de juliol de 2012.